# Alien Youth
Albums de Skillet
Ardent Worship
(2000) Collide
(2003)
Alien Youth est le quatrième album studio du groupe de hard rock américain Skillet sorti le 28 août 2001 sur le label Ardent Records.

## Liste des titres
| No  | Titre                            | Durée |
| --- | -------------------------------- | ----- |
| 1.  | Alien Youth                      | 4:08  |
| 2.  | Vapor                            | 3:38  |
| 3.  | Earth Invasion                   | 4:47  |
| 4.  | You Are My Hope                  | 4:15  |
| 5.  | Eating Me Away                   | 3:37  |
| 6.  | Kill Me, Heal Me                 | 3:35  |
| 7.  | The Thirst Is Taking Over        | 6:31  |
| 8.  | One Real Thing                   | 3:36  |
| 9.  | Stronger                         | 4:06  |
| 10. | Rippin' Me Off                   | 4:46  |
| 11. | Will You Be There (Falling Down) | 5:09  |
| 12. | Come My Way                      | 5:01  |

| 1. | Heaven In My Veins      | 3:58 |
| 2. | Always the Same         | 4:06 |
| 3. | Alien Youth Explanation | 0:56 |